# Miles to Go
Miley Cyrus: Miles to Go (Miley Cyrus: Hannah Montana e Eu, no Brasil) é a primeira autobiografia oficial da atriz e cantora norte-americana Miley Cyrus escrito por ela e co-escrito por Hilary Liftin. Publicada pela Hyperion Books em março de 2009.
O livro traz histórias sobre a cantora desde a infância, suas experiências na escola, onde sofria bullying. Também fala sobre a morte de seu avô, que era seu herói e a quem o livro é dedicado, sobre seu primeiro amor, sobre as audições para a série Hannah Montana e um pouco sobre a vida que ela passou a levar quando conseguiu o papel. Miles to Go atingiu nº 1 no New York Times de livros infantis nos Estados Unidos. Miley colocou fotos de sua vida no meio das páginas. No Brasil, o livro foi lançado com o título de Hannah Montana e Eu, pela editora Panda books.